# Werner Bodendorff
Werner Bodendorff (* 1958 in Radolfzell) ist ein deutscher Oboist, Musikwissenschaftler (mit den Schwerpunkten Franz Schubert, Werner Egk, Kirchen- und Blasmusik) und Schriftsteller.

## Werdegang
Nach dem Abitur studierte er Oboe und Dirigieren am Leopold Mozart-Konservatorium sowie Musikwissenschaft, Philosophie und Geschichte in Augsburg. 1993 erfolgte die Promotion an der Eberhard-Karls-Universität in Tübingen. Von 1994 bis 2003 war er wissenschaftlicher Mitarbeiter von Ernst Hilmar am Internationalen Franz Schubert Institut (IFSI) in Wien und in der Kommission für Musikforschung der Österreichischen Akademie der Wissenschaften, anschließend Stipendiat des Fonds zur Förderung der wissenschaftlichen Forschung (FWF), Wien. Von 1998 bis 2005 war er Lehrbeauftragter für Instrumentalunterricht an der Werner-Egk-Musikschule in Donauwörth, vom Wintersemester 2000 bis Sommersemester 2004 nahm er gleichzeitig einen Lehrauftrag für Musikgeschichte an der Hochschule für Musik in Augsburg wahr.
Derzeit wirkt Bodendorff als Musikkritiker der Kieler Nachrichten, freier Publizist und Dirigent des Symphonischen Orchesters in Plön. Daneben ist er als freier Rezensent, Essayist, Verfasser wissenschaftlicher Beiträge und belletristischer Bücher, besonders zu Franz Schubert, Werner Egk und zur Blasmusikgeschichte tätig. Er ist darüber hinaus  Autor zahlreicher Lexikonartikel und Kurzbiographien, Herausgeber von Kirchenmusikwerken Schuberts und Salieris im Carus-Verlag und daneben aktiv als Musiker und Arrangeur.

## Bücher und Editionen zu Franz Schubert
- Werner Bodendorff: Franz Schuberts Frauenbild. Januar 1996. Augsburg: Wißner-Verlag. ISBN 3-89639-014-7
- Werner Bodendorff: Die kleineren Kirchenwerke Franz Schuberts. Augsburg : Wißner 1997. ISBN 3-89639-089-9
- Werner Bodendorff: Wer war Franz Schubert: Eine Biographie. Januar 1997. Augsburg: Wißner. ISBN 3-89639-066-X
- Ernst Hilmar (Mitarbeit: W. Bodendorff): Bausteine zu einer neuen Schubert-Bibliographie vornehmlich der Schriften von 1929 bis 2000. Teil I: Alphabetische Ordnung nach Autoren. In: Schubert durch die Brille Nr. 25, (2000), S. 95–303 (Ergänzungen und Indizes in Schubert durch die Brille Nrn. 26, 27).
- Ernst Hilmar (Mitarbeit:  W. Bodendorff): Franz Schubert. Dokumente 1801-1830. Erster Band. Addenda und Kommentar. (Veröffentlichungen des IFSI, Bd. 10, 2), Tutzing 2003. ISBN 3-7952-1126-3
- Werner Bodendorff: Franz Schuberts kvindebillede på baggrund af hans Frauenlieder. Roskilde : Franz Schubert Selskabet Danmark, 2004
- Ernst Hilmar (Mitarbeit: W. Bodendorff): Schubert-Enzyklopädie, Tutzing 2004. ISBN 3-7952-1155-7
- Werner Bodendorff: Franz Schubert – die Texte seiner einstimmig und mehrstimmig komponierten Lieder und ihre Dichter (ges. und kritisch hrsg., Bd. 3), Hildesheim 2006 ISBN 3-487-10330-3
- Schubert, Franz. [Salve regina, D 811] Salve regina. Stuttgart : Carus-Verlag, c 2003, Partitur, Neuaufl.
- Schubert, Franz. [Messen, D 950] Messe in Es. Stuttgart : Carus-Verlag, 2004, Partitur, Urtextedition, Neuaufl.

## Bücher und Editionen (Auswahl)
- Werner Bodendorff: Historie der geblasenen Musik. Obermayer, Buchloe 2002. ISBN 3-927781-25-8
- Werner Bodendorff, Herbert Kurz, Werner Egk, Ottmar Seuffert: Der Unbekannte Werner Egk: Beiträge Zum 2. Werner-Egk-Symposium Donauwörth, 17.-19. Mai 2001. Verlag der Stadt Donauwörth. Januar 2007. ISBN 978-3-00-022353-2

## Literarische Veröffentlichungen
- Werner Bodendorff: Schwimmbad-Reigen : aus dem wechselvollen Leben eines Bademeisters im Stadtbergener Bad; in 15 Bildern, zwei Zwischenspielen und einem Epilog. Augsburg: Wißner 1996. ISBN 3-89639-038-4
- Werner Bodendorff: Der Zorn des Marsyas (Roman). Würzburg 2009. ISBN 978-3-8260-4127-3
- Werner Bodendorff: „Gehör-Gänge“ Erzählungen. Würzburg 2012. ISBN 978-3-8260-4799-2